# John Murray
John Joseph Murray (sinh ngày 26 tháng 4 năm 1892 mất ngày 8 tháng 9 năm 1951) là một thiếu tướng quân đội Úc và là một doanh nhân thành công. Ông tham chiến ở mặt trận phía tây ở Pháp và ông được bổ nhiệm làm chỉ huy Lữ đoàn 20. Ông đã đụng độ với thống tướng Erwin Rommel tư lệnh Quân đoàn châu Phi của Đức ở Libya.

### Tư liệu
- A. J. Hill, 'Murray, John Joseph (1892 - 1951)', Australian Dictionary of Biography, Volume 15, Melbourne University Press, 2000, p. 453.
- C. E. W. Bean, The A.I.F. in France, 1916-18 (Syd, 1929, 1933, 1937, 1942);
- D. McCarthy, South-West Pacific Area—First Year (Canb, 1959);
- B. Maughan, Tobruk and El Alamein (Canb, 1966);
- D. M. Horner, Crisis of Command (Canb, 1978);
- Daily Telegraph (Sydney), 8 Sept 1951;
- Blamey papers (Australian War Memorial).